# Алексієвка (Благовіщенський район)
Алексі́євка (рос. Алексеевка) — село у складі Благовіщенського району Алтайського краю, Росія. Адміністративний центр Алексієвської сільської ради.

## Населення
Населення — 374 особи (2010; 488 у 2002).
Національний склад (станом на 2002 рік):
- росіяни — 97 %